# Gefecht bei Hühnerwasser
Custozza – Hühnerwasser – Podol – Nachod – Trautenau – Langensalza – Skalitz – Münchengrätz – Gitschin – Königinhof – Schweinschädel – Königgrätz – Dermbach – Kissingen – Mainfeldzug – Frohnhofen – Aschaffenburg – Lissa – Bezzecca – Blumenau – Hundheim – Tauberbischofsheim – Werbach – Helmstadt – Gerchsheim – Uettingen/Roßbrunn
Das Gefecht bei Hühnerwasser (Kreis Böhmisch Leipa) war das erste Gefecht des Deutschen Krieges zwischen Preußen und Österreich am 26. Juni 1866.

## Ausgangssituation
Nachdem die Elbarmee unter General Herwarth von Bittenfeld in der Stärke von 46.000 Mann von Torgau kommend durch das geräumte Sachsen über Dresden (18. Juni) die böhmische Grenze erreicht hatte, rückte sie am 23. Juni parallel zur Ersten Armee über Waltersdorf und Schluckenau in langen Heersäulen, ohne Widerstand an den Pässen zu finden, in Böhmen ein.
Der österreichische Oberbefehlshaber Benedek hatte ursprünglich nur eine Verzögerung der beiden preußischen Armeen in Böhmen geplant, während er mit dem Rest seiner Nordarmee von Olmütz nach Gitschin vorrücken wollte, um dort die beiden preußischen Armeen Bittenfeld und Friedrich Karl zu schlagen, bevor die zweite Armee des Kronprinzen angreifen könnte. Entgegen der ursprünglichen Planung erging jedoch am 26. Juni gegen 15 Uhr der Befehl an Clam-Gallas als Befehlshaber der im nordwestlichen Böhmen stehenden Österreichischen und Sächsischen Truppen, die Linie an der Iser um jeden Preis zu halten. Clam-Gallas und Prinz Albert von Sachsen standen mit der Hauptstreitmacht bei Münchengrätz, etwa 10 km östlich von Hühnerwasser.
Um die Vorposten der Elbarmee zurückzudrängen, ging Leopold Gondrecourt mit ca. 1.500 Mann, Jägern aus der Slowakei und einem gemischten Bataillon ungarischer und rumänischer Linieninfanterie, auf Hühnerwasser vor. Die Truppen der Elbarmee hatten zu diesem Zeitpunkt seit Dresden am 20. Juni keinen Ruhetag gehabt und waren entsprechend erschöpft. Im Ort befanden sich zwei Bataillone von der 31. Brigade.

## Das Gefecht
Die Österreicher konnten sich durch dichten Wald bis kurz vor den Ort heranarbeiten und stießen dann gegen 18 Uhr auf eine preußische Kompanie, die am Ortsrand unter einigen Bäumen rastete. Die Preußen eröffneten sofort das Feuer und alarmierten damit auch ihre Kameraden im Ort, die sofort mit in die Kämpfe eingriffen. Die Preußen bildeten erst gar keine Formationen, sondern gingen als Tirailleure gleich zum Angriff über und versuchten den Waldrand zu erreichen. Gondrecourt stellte seine Truppen daraufhin an der Straße nach Münchgrätz in Linie auf, ließ drei Salven abgeben und dann zum Angriff mit dem Bajonett vorgehen. Zu diesem Zeitpunkt standen ihnen ca. vier preußische Kompanien einsatzbereit gegenüber. Bereits nach der ersten Salve der Preußen ging die Ordnung bei den Österreichern verloren, und die Offiziere versuchten teilweise erfolglos, ihre Soldaten zum weiteren Angriff voranzutreiben. Nach der zweiten Salve der Preußen aus einer Entfernung von 300 Metern flohen die ersten Österreicher vom Gefechtsfeld. Während Gondrecourt seine Reservekompanien in Sturmkolonnen antreten ließ, musste er erkennen, das von Hühnerwasser her im Laufschritt weitere preußische Einheiten anrückten. Angesichts dieser Verstärkungen und der bereits jetzt erlittenen hohen Verluste brach er den geplanten Angriff ab und zog sich in Richtung Münchengrätz zurück.
In dem Gefecht zeigte sich nicht nur, dass die Preußen sehr schnell feuerten, sondern dieses Feuer auch noch sehr präzise war. Als die Österreicher den Kampf abbrechen mussten, waren die Preußen noch nicht einmal zum „Schnellfeuer“ übergegangen, bei dem jeder Soldat selbständig den Feuerkampf führte. Das Schnellfeuer ermöglichte eine deutlich höhere Feuerfolge als bei den koordinierten Salven.
Auch wurde deutlich, dass die preußische Infanterie keine Zeit damit verlor, Formationen und Linien zu bilden, sondern in kleinen und kleinsten Gruppen vorging, und damit in der Lage war, die eigenen Linien sehr schnell zu verstärken. Daher ist auch die genaue Anzahl der am Gefecht teilgenommenen Preußen nicht belegt.

## Verluste
Die Preußen verloren bei diesem ersten kurzen Gefecht insgesamt 4 Offiziere und 46 Soldaten an Gefallenen und Verwundeten. Die Österreicher dagegen verloren 13 Offiziere und 264 Soldaten an Gefallenen, Verwundeten und Gefangenen. Der Ausfall von fast 20 % der gesamten eingesetzten Truppen in einem solch kurzen Treffen war ein vorher nicht für möglich gehaltener Verlust. Ca. 50 Österreicher waren gefangen genommen worden.
Am 27. Juni konnte sich die Elbarmee mit der Ersten Armee vereinen, die ihrerseits noch am gleichen Abend bei Turnau und Podol den Übergang über die Iser erfochten hatte. Es folgte am 28. Juni die Schlacht bei Münchengrätz.